# Dario Andriotto
Dario Andriotto (* 25. Oktober 1972 in Busto Arsizio, Italien) ist ein ehemaliger italienischer Radrennfahrer.
1991 belegte Dario Andriotto Platz zwei der italienischen Meisterschaft im Einzelzeitfahren, im Jahr darauf Platz drei. Bei den UCI-Straßen-Weltmeisterschaften 1994 in Agrigent wurde er Weltmeister im Mannschaftszeitfahren, gemeinsam mit Gianfranco Contri, Luca Colombo und Cristian Salvato. 1997 wurde er italienischer Meister im Einzelzeitfahren. Das Paarzeitfahren GP d’Europa gewann er 1995, 1997 und 2000.
Andriotto fuhr mehrfach den Giro d’Italia, die Vuelta a España sowie einmal die Tour (Platz 144 der Gesamtwertung), konnte allerdings weder eine Etappe gewinnen noch sich in der Gesamtwertung vorne platzieren. Ende der Saison 2010 beendete er nach 15 Jahren seine Karriere als Berufsradfahrer.

## Teams
- 1995–1996 Amore & Vita-Galatron
- 1997 Amore & Vita-Forzacore
- 1998 Amore & Vita
- 1999 Saeco-Cannondale
- 2000–2001 Alexia Alluminio
- 2002 Index–Alexia Alluminio
- 2003 Vini Caldirola-Saunier Duval
- 2004 Vini Caldirola-Nobili Rubinetterie
- 2005–2006 Liquigas-Bianchi
- 2007–2009 Acqua & Sapone-Caffè Mokambo
- 2010 Acqua & Sapone-DzAngelo & Antenucci